# إبار (ملكة)
إبار أو أبار أو آبار، هي ملكة نوبية أو زوجة ملك من مملكة كوش تعود إلى عهد الأسرة الخامسة والعشرين في مصر، وهي معروفة من سلسلة من اللوحات وجدت في السودان ومصر، ومن خلال النقوش تظهر على أنها ابنة أخت الملك ألارا النوبي، وزوجة الملك بيعنخي ووالدة الملك تاهرقا.

## آثار ذكرت عليها
ذكرت الملكة إبار على لوحة تحمل الرقم 5 وجدت في الكوة بالسودان، وقد مثلت عليها تلعب بالصناجات المقدسة في المعبد بجوار أبيها الذي يعتقد أنه الملك كاشتا، وتظهر كذلك في مشهد مشابه في معبد جبل البركل حيث تظهر خلف ابنها تاهرقا، وكذلك على لوحة من تانيس في مصر، وتظهر الملكة إبار كذلك في نقش بمعبد آمون في صنم بالسودان.

## عائلتها
الملكة إبار هي أم الملك تاهرقا وزوجة الملك بيعنخي. وقد كانت ابنة أخت الملك ألارا. وقد انفصلت عن ابنها، تاهرقا، لفترة طويلة من الوقت وعندما تم لم شملهما من جديد كانت مبتهجة كثيرا، حيث أصبح ابنها ملكاً في فترة غيابها. وقد يكون في هذه القصة إشارة متعمدة لتفرقة الإلهة المصرية إست عن ابنها حور، اللذان لُم شملهما في ظل ظروف مماثلة، وهناك نظرية أخرى تقول إن فصل الأم عن الابن كان تقليداً متبعاً في الثقافة الكوشية.

## ألقابها
- أم الملك.
- شقيقة الملك.
- ربة الأراضي الأجنبية.
- سيدة مصر العليا والسفلى.
- الربة العظمى للأرضين.
- السيدة النبيلة (الأميرة الوراثية)
- عظيمة الثناء.
- حلوة الحب.[5]

## مقبرتها
تمثل نقوش الملكة إبار التسجيل الأبكر لسلطة الملكات في مملكة كوش.
وقد اقترح رايسنر أن إبار قد دفنت في نوري بالسودان في المقبرة رقم 35.